# Кайгуде
Кайгуде (нім. Kayhude) — громада в Німеччині, розташована в землі Шлезвіг-Гольштейн. Входить до складу району Зегеберг. Складова частина об'єднання громад Іцштедт.
Площа — 5,25 км2. Населення становить 1233 ос. (станом на 31 грудня 2020).